# 天王山古墳 (野洲市)
天王山古墳（てんのうやまこふん/てんのうざんこふん）は、滋賀県野洲市小篠原（こしのはら）にある古墳。形状は前方後円墳。大岩山古墳群（国の史跡）を構成する古墳の1つ。

## 概要
| 地区   | 古墳名       | 墳丘         | 墳丘      | 築造時期    |
| ------ | ------------ | ------------ | --------- | ----------- |
| 冨波   | 冨波古墳     | 前方後方墳   | 墳丘長42m | 3c後半      |
| 冨波   | 古冨波山古墳 | 円墳         | 直径30m   | 3c後半      |
| 辻町   | 大塚山古墳   | 帆立貝形古墳 |           | 5c前半      |
| 冨波   | 亀塚古墳     | 帆立貝形古墳 | 墳丘長47m | 5c後半-末   |
| 小篠原 | 天王山古墳   | 前方後円墳   | 墳丘長50m | 6c初頭      |
| 小篠原 | 円山古墳     | 円墳         | 直径28m   | 6c前半      |
| 小篠原 | 甲山古墳     | 円墳         | 直径30m   | 6c中葉      |
| 辻町   | 宮山2号墳    | 円墳         | 直径15m   | 6c末-7c前半 |

滋賀県南部、野洲川右岸の大岩山から北に延びる丘陵の先端部に築造された古墳である。盗掘に遭っているほか、近年に史跡整備に伴う発掘調査が実施されている。
墳形は前方後円形で、前方部を北方向に向ける。墳丘外表で葺石・埴輪は認められていない。埋葬施設は、後円部では明らかでないが、前方部では西方向に開口する右片袖式の小型横穴式石室が認められている。前方部石室の全長は4.3メートルで、玄室は長さ2.9メートル・幅1.0メートル、羨道は長さ1.4メートルを測るが、盗掘に遭っており天井石は羨道の1石以外を失っている。出土品としては盛土内からの土師器・須恵器・韓式土器などがある。築造時期は古墳時代後期の6世紀初頭頃と推定される。
古墳域は1985年（昭和60年）に国の史跡に指定されている（史跡「大岩山古墳群」のうち）。現在は史跡整備の上で桜生（さくらばさま）史跡公園として公開されている。

## 遺跡歴
- 1885年（明治18年）の文書に、天王山の双墓から遺物出土の記録[2]。
- 1985年（昭和60年）2月7日、国の史跡に指定（史跡「大岩山古墳群」のうち）[3]。
- 近年、史跡整備に伴う発掘調査（野洲町教育委員会、2001年に報告）[2]。
- 2001年（平成13年）11月3日、桜生史跡公園の開園[1]。

## 墳丘

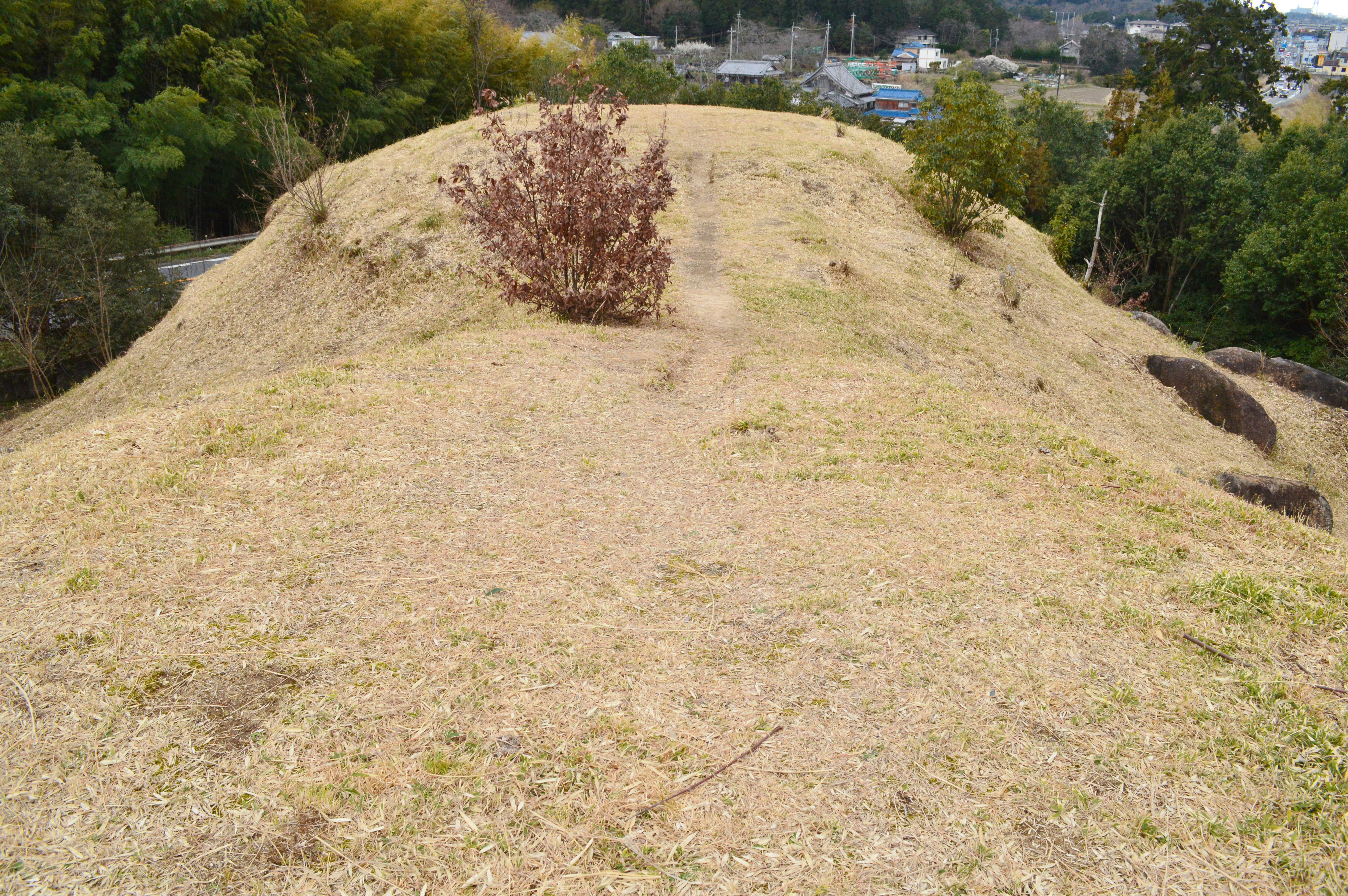
前方部から後円部を望む
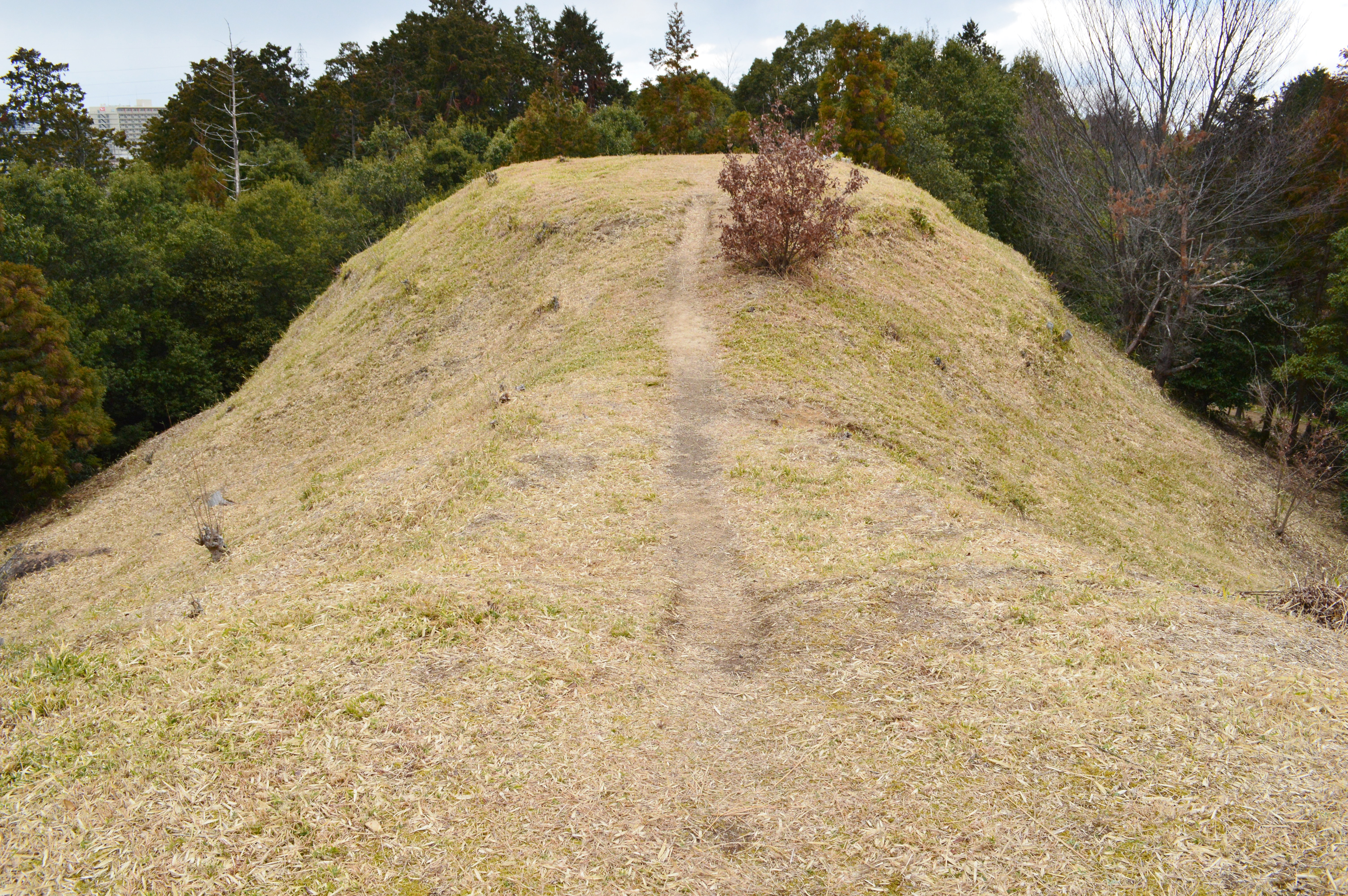
後円部から前方部を望む

墳丘の規模は次の通り。
- 墳丘長：50メートル
- 後円部
  - 直径：26メートル
- 前方部
  - 長さ：24メートル
  - 高さ：8メートル

- 前方部から後円部を望む
- 後円部から前方部を望む

## 関連施設
- 桜生史跡公園案内所（野洲市小篠原）
- 野洲市歴史民俗博物館（銅鐸博物館）（野洲市辻町）

## 関連文献
（記事執筆に使用していない関連文献）
- 『史跡大岩山古墳群 天王山古墳・円山古墳・甲山古墳調査整備報告書』野洲町教育委員会〈野洲町文化財資料集2001-2〉、2001年。